# SMS Erzherzog Karl
Az SMS Erzherzog Karl az Osztrák–Magyar Monarchia Erzherzog Karl osztályú pre-dreadnought csatahajója (Linienschiffe) volt az első világháborúban. A testvérhajói az SMS Erzherzog Friedrich  és az SMS Erzherzog Ferdinand Max volt.

## Pályafutása
1902. július 24-én lefektették az első gerinclemezeket. Az orrtőkét a pilseni Skoda Művek szállította, míg a fartőkét, a tengelybakokat és a kormánytartó berendezéseket illetve a páncélzatot a Witkowitz Művek. 1903. július 11-én I. Ferenc József császár az 1898. október 12-i jóváhagyási törvény szerint elfogadta a nevét. Október 4-én vízre bocsátották. A keresztanya Habsburg–Lotaringiai Mária Karolina Lujza főhercegnő (1825–1915) volt, férjének Rainer Ferdinánd főherceg altábornagynak (1827–1913), a Birodalmi Tanács (Reichsrat) elnökének kíséretében. 1905. április 8-án átment Pólába, hogy elvégezzék rajta a befejező munkálatokat. Május 24-én átvételi próbautat tett. A túl nagy csónakdaruk gondokat okoztak, így a próbaút után kiszerelték azokat, és később a GÄA-ra építették be. 1906. június 15-én első ízben felszerelték és beosztották a Nyári Hajórajba. Közreműködött a Gravosa térségében a szárazföldi csapatok részvételével megtartott gyakorlatban. Szeptember 15-én részt vett a Calamotta-csatornában megtartott flottabemutatón. Szeptember 16-án Zárában Ferenc Ferdinánd főherceg átszállt a Miramarról. Zárából teljes erővel Pólába hajózott. Az út egy részét rossz időjárásban tette meg. Szeptember 20-tól a Hajóraj zászlóshajója volt.
1907 januárjától Luzian von Ziegler ellentengernagy alárendeltségében a Hajóraj zászlóshajója volt. 1909. január 1-jétől a Hajóraj, és Anton Haus ellentengernagy zászlóshajója volt. Dalmáciában hajózott. Május 9-én egy delegáció utazott Bécsbe az Aspern ünnepségekre. Május 11-én II. Vilmos német császár és Auguszta Viktória császárné, akik Korfuról hazatérőben befutottak Pólába a Hohenzollern császári jachttal, a Stettin cirkálóval és a Sleipner rombolóval, a fedélzetre látogattak. A császári pár onnan vonattal utazott tovább. Szeptember 25-én új távolságmérőt és irányzó berendezéseket építettek be a 19 cm-es lövegekhez, és új szellőzőket kapott.
1913. január 1-jétől a 2. Divízió, Richard Ritter von Barry ellentengernagy zászlóshajójaként szolgált. Április 28. – május 28. között a 2. Divízióval a Cattarói-öbölben állomásozott. Június 16-án karbantartás céljából kivonták a szolgálatból. 1914. augusztus 1-én szolgálatba állt, mint a 2. Divízió zászlóshajója. 1915. május 24-én részt vett Ancona bombázásában. A ködös-párás időben nem lehetett kivenni az előre betervezett célpontokat, így a régi ütegekre adott le 20 lövést a 24 cm-es, és 86 lövést a 19 cm-es lövegeiből.
1916. február 24-én Frigyes főherceg megszemlélte a hajót. Később felszereltek rá egy 7 cm-es léggömbelhárító löveget. 1917-ben a 3 Divízió 2. Osztályának a zászlóshajója lett. 1918. február 2-án a cattarói matrózlázadás leverésére Cattaróba ment a 3. Divízióval, de összecsapásra nem került sor. Február 11-én befutott Pólába. Május 19-én a 3. Divízió parancsnoksága elhagyta a hajót, a Cirkálóflottillát átnevezték Nehézhajó Divíziónak. Március 22-től zászlóshajó volt. Április 4-én Pólából áthelyezték a Cattarói-öbölbe. Május 27-én Otranto felé hajózott. November 1-jén a Cattarói-öbölben tartózkodott. 1920-ban Franciaországnak ítélték úgy, hogy hat éven belül le kellett bontania. Októberben a franciák elvontatták a Cattarói-öbölből, de a Toulon felé vezető útján a rossz időjárás miatt Bizerta mellett Sidi Abdalahnál menedéket keresve lehorgonyozták, s ott helyben, félig elsüllyedve megfeneklett. 1921-ben a helyszínen szétbontották.

## Külső hivatkozások
- SMS Erzherzog Karl a Naval History honlapján[halott link] (angolul)